# 軒轅十四
軒轅十四（α Leo /獅子座α）為星官軒轅的第十四星，是獅子座最明亮的恆星（主星），英文名Regulus，也是全天空二十五顆最明亮的恆星之一，為第21亮的恆星。
軒轅十四是一顆白色主序星，距離地球約77.5光年，是距离地球最近的B型主序星。在地球上看它位于獅子座的「心臟」位置。軒轅十四被認為是最黯淡的1等星，因為排在它之後的弧矢七的視星等為+1.5等，被天文學界視為是一顆2等星。

## 名稱
軒轅是中國古代帝王黃帝的名字，他被認為是中華民族的始祖。軒轅共十七星，形狀如黃龍蜿蜒於天際之上，其最亮星十四星因在五帝座旁，多借指皇后。
Regulus在拉丁語中是「王子」或「小國王」的意思。希臘語的變體Basiliscus及Qalb Al Asad也被使用來稱呼軒轅十四，Qalb Al Asad是從阿拉伯語 قلب الأسد qalb演生出來的，意為「獅子的心臟」。

## 觀測

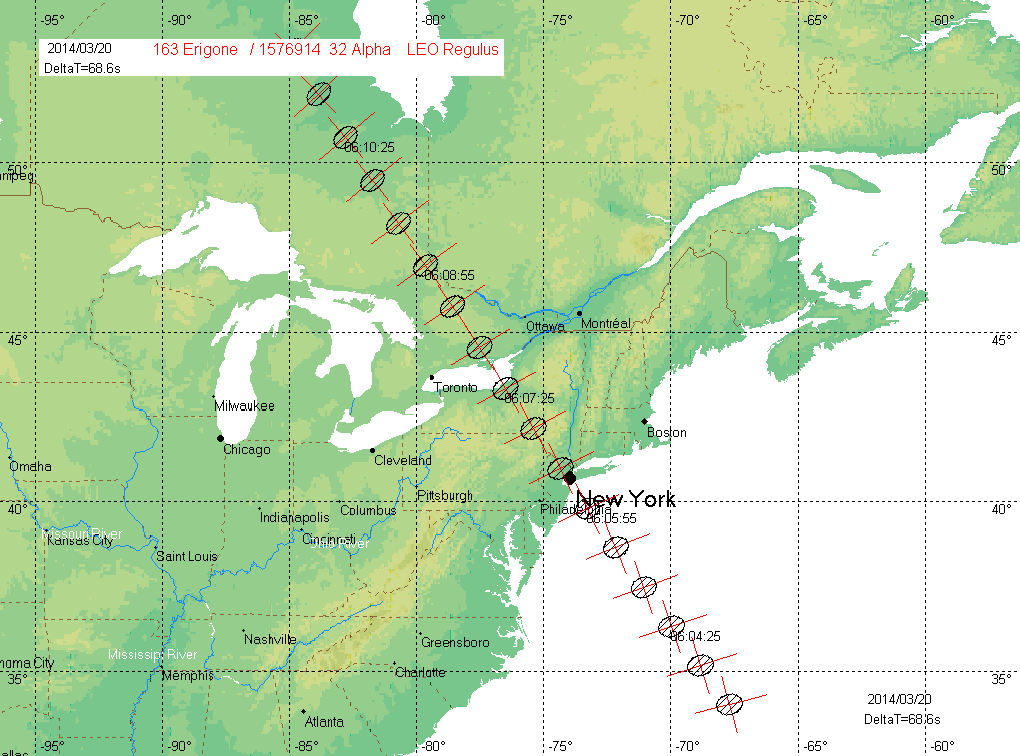
預測2014年3月20日(163) 庶女星掩蔽軒轅十四的軌跡。

軒轅十四是最靠近黃道的一顆亮星，因此不僅經常會被月球掩蔽，偶爾還會很罕見的被水星、金星和小行星掩蔽。軒轅十四上一次被行星掩蔽是在1959年7月7日，下一次將在2044年10月1日，而且這兩次都是被金星掩蔽。由於軌道交點的位置，在未來的數千年內都不會被其它的行星掩蔽。
預測在2014年3月20日軒轅十四會被(163) 庶女星掩蔽。此一事件可見的地區在美國從紐約市至奧斯威哥，以及向西北延伸至加拿大安大略省的柏維和北灣，路徑寬度大約是40英哩。
2005年10月19日，(166) 赭女星掩蔽軒轅十四的事件，從波多黎各、西班牙、義大利到希臘，總共有12位觀測者觀測。 （页面存档备份，存于）
雖然在北半球的黃昏最適宜觀測軒轅十四的時段是晚冬和春季，但除了8月22日前後一個月的時間會因為軒轅十四接近太陽而不能觀測，在一年當中其它的夜晚都可以找到軒轅十四。對地球上多數的觀測者來說，軒轅十四偕日升的時間出現在9月的第一個星期。每隔8年金星也會在這顆恆星偕日升的時候在附近徘迴；上一次是出現在2006年。
軒轅十四的主星是軒轅十四A，質量大約是太陽的3.5倍，並且是一顆年齡只有數億歲的年輕恆星。它的自轉非常快速，週期只有15.9小時，因此使它的形狀高度的扁平。這種結果造成所謂的重力昏暗：軒轅十四的光球在兩極明顯的比赤道熱，表面的單位面積亮度在兩極比赤道亮五倍。如果自轉的速度再加快16%，這顆恆星的引力將不足以提供足夠的向心力，使它凝聚，它將會被撕裂而不會凝聚在一起。

## 恆星系統
軒轅十四是個至少有4顆恆星的多恆星系統。軒轅十四A是佔主導地位的主星，在相距177角秒處有一對有著物理關聯性的聯星，軒轅十四B與C。軒轅十四D是相距212角秒的一顆12等星，但不是這個系統的成員，只是一顆背景的恆星。
軒轅十四A本身是一對聯星，主星是光譜類型B7V的藍白色主序星，有一顆質量為0.3太陽質量，可能是白矮星的伴星。這兩顆恆星繞行軌道質量中心的週期約為40天。由於主星的形狀因為高速自轉而嚴重的變形，相對的軌道運動可能會因為不是克卜勒的理想狀態而會有長期性擾動的影響，例如軌道週期的變化。換句話說，克卜勒第三定律只適用於兩個點狀的質量，在軒轅十四這個系統是不適用的。長期以來，通過比較其溫度、亮度和質量來計算，人們一直認為軒轅十四A相當年輕，只有5,000萬～1億年的歷史。但是白矮星伴星的存在，意味著這個系統至少有10億年的歷史。為說明白矮星的形成，只能認為在這個系統曾經有大規模的質量轉移，使原本質量較小的軒轅十四A發展成現今的狀態。
軒轅十四A的質量是太陽的3.5倍，自轉速度極快，自轉週期只有15.6小時，因此具有高度的橢球體形狀。這導致所謂的重力昏暗：軒轅十四A的光球，在兩極比赤道區熱得多，單位表面積的亮度是赤道的5倍。在赤道，表面旋轉的線速度大約是320公里/秒（199英里/秒），角速度已經達到臨界角速度的96.5%。也因為如此，它發出的光是偏極化的光。
軒轅十四B和C與A相距5,000天文單位 。由於有著和A相同的自行，因此被認為與A彼此繞行。軒轅十四B和C在HD星表的序號為HD 87884。B的光譜類型是K2V，C是M4V。這一對的軌道週期約為600年，在1942年的分離角是2.5"。

## 可見性
軒轅十四是天空中21顆最亮的恆星之一，它的視星等為+1.35等，主要是軒轅十四輸出的光。如果將軒轅十四B獨立來觀察，使用雙筒望遠鏡可以觀察到它的光度是+8.1等，而它的伴星軒轅十四C是+13.5等，是三顆恆星中最暗的，需要大口徑的望遠鏡才能直接看見。軒轅十四A本身是光譜聯星：第二顆恆星因為比主星暗淡而不能直接看見。BC對與A的角距離為177弧秒，使用業餘的小望遠鏡就能看見。

## 占星術
軒轅十四是大約前3000年的波斯占星術所認定的4顆王者之星（Royal stars）之一。它也是中古時代占星術的15顆伯利恒之星之一，與花崗岩、艾草有關，卡巴拉（Kabbalah）的符號則類似一頭野獸。
在史翠蓋提亞的信仰中，軒轅十四是墮落天使（Fallen angel）的化身，也是南方通道的地區看守者。

## 外部連結
- Astronomers: ‘Bullet star’ shines 350 times brighter than the sun （页面存档备份，存于）
- Portrait of a Star on the Edge （页面存档备份，存于）
- Egg-Shaped Regulus is Spinning Fast （页面存档备份，存于）
- Regulus as Astronomy Picture of the Day of 19th june 2006 （页面存档备份，存于）
- . SolStation.   [2005-12-01]. （原始内容存档于2016-04-12）.